# Regimiento Antiaéreo de Instrucción (motorizado)
El Regimiento Antiaéreo de Instrucción (motorizado) (Flak-Lehr-Regiment (mot.)) fue una unidad militar de la Luftwaffe durante la Segunda Guerra Mundial.

## Historia
Formado el 1 de octubre de 1937 en Stettin, después es trasladado a Stralsund (julio de 1938 (?). En junio de 1943 es redesignado 37° Regimiento Antiaéreo y trasladado a Watten.

## Comandantes
- Coronel Kurt Wagner – (1 de octubre de 1937 – 18 de mayo de 1940)
- Teniente coronel Ernst Herrmann – (mayo de 1940 – 1 de junio de 1940)
- Teniente coronel Karl Menge – (1 de junio de 1940 – abril de 1941)
- Teniente coronel Ernst Hermann – (abril de 1941 – agosto de 1941)
- Coronel Herbert Müller – (agosto de 1941 – mayo de 1942)
- Teniente coronel Karl Greiner – (junio de 1942 – junio de 1943)

## Servicios
- 1 de octubre de 1937 – 30 de junio de 1938: bajo el Comando de Instrucción de Unidades de la Fuerza Aérea.
- 1 de julio de 1938 – 26 de agosto de 1939: bajo la División de Instrucción de la Fuerza Aérea.
- 26 de agosto de 1939 – junio de 1941?: en Hannover como Grupo Antiaéreo Hannover.
- junio de 1941? – junio de 1943: en Quackenbrück como Grupo Antiaéreo Quackenbrück.